# Sanyo Electric Railway
Ne doit pas être confondu avec Sanyo Railway.
La Sanyo Electric Railway Co., Ltd. (山陽電気鉄道株式会社, San'yō Denki-tetsudō Kabushiki gaisha) est une entreprise japonaise de transports en commun. Elle exploite deux lignes de chemin de fer, des lignes de bus et un téléphérique dans la préfecture de Hyōgo.

## Histoire
La Sanyo Electric Railway a été fondée le 6 juin 1933.

## Chemin de fer

### Lignes
Le réseau se compose de 2 lignes :
| Ligne            | Nom japonais | Terminus                | Longueur (km) | Gares |
| ---------------- | ------------ | ----------------------- | ------------- | ----- |
| Ligne principale | 本線         | Nishidai - Sanyo Himeji | 54,7          | 43    |
| Ligne Aboshi     | 網干線       | Shikama - Sanyo Aboshi  | 8,5           | 7     |

### Matériel roulant

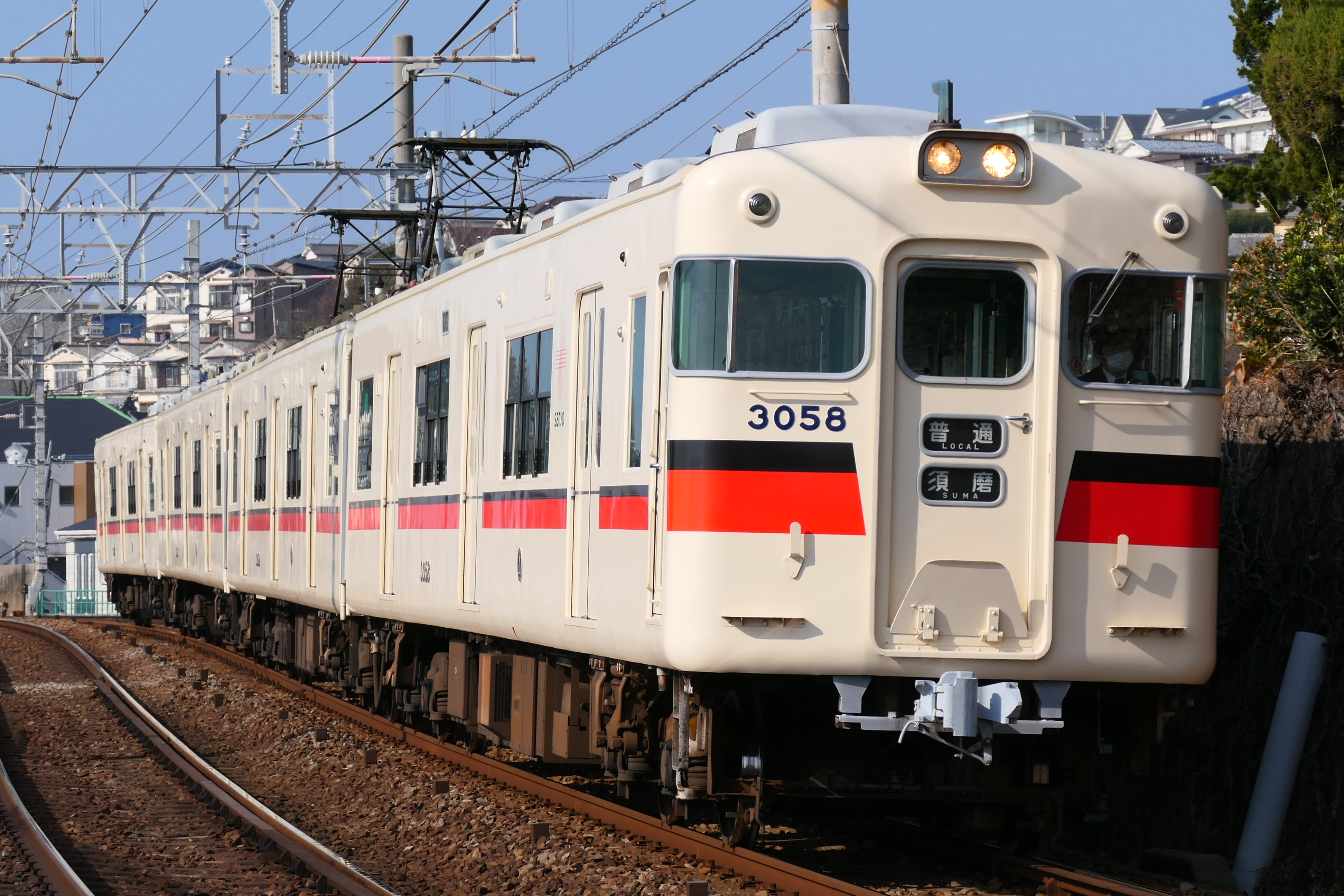
Sanyo série 3000
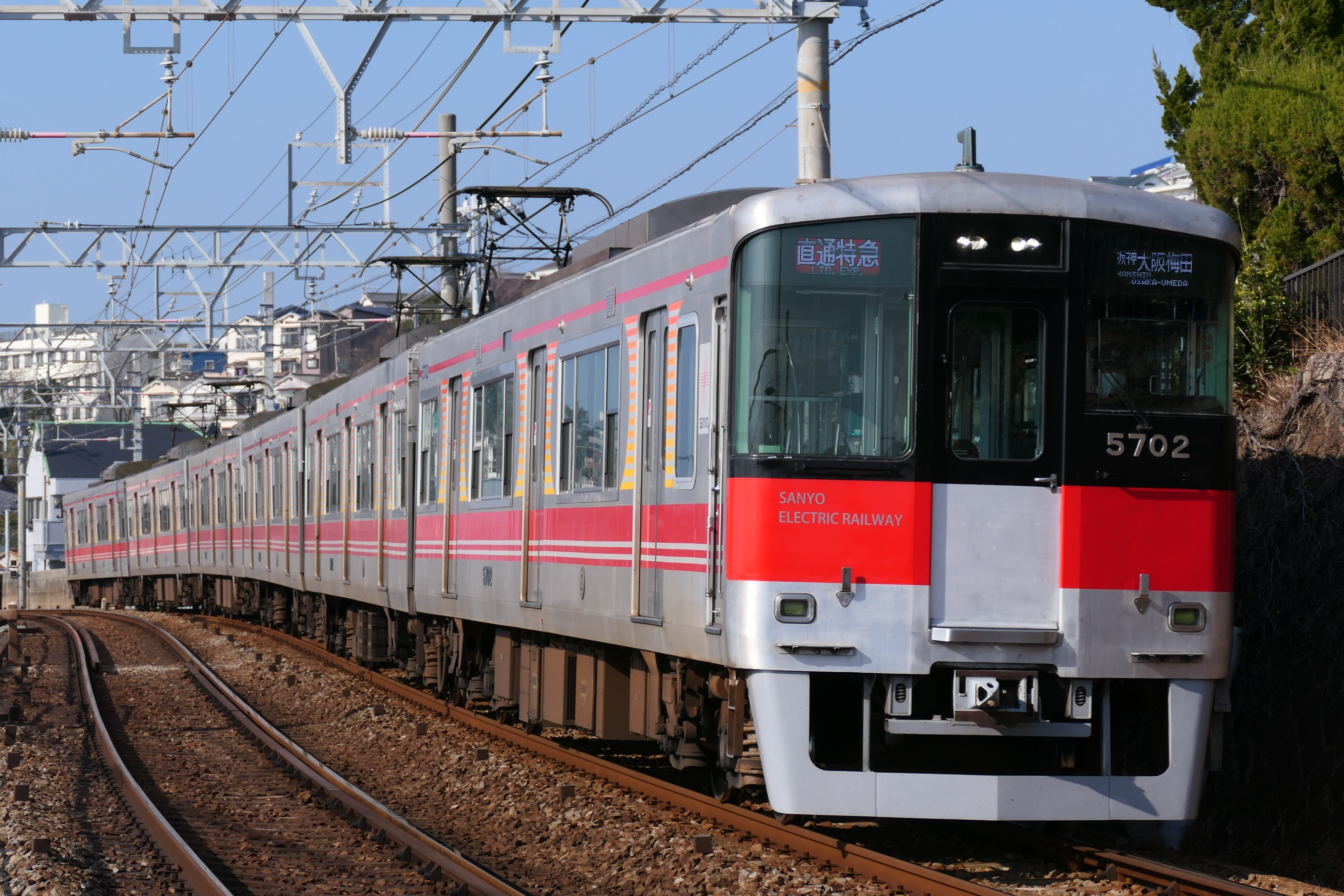
Sanyo série 5000
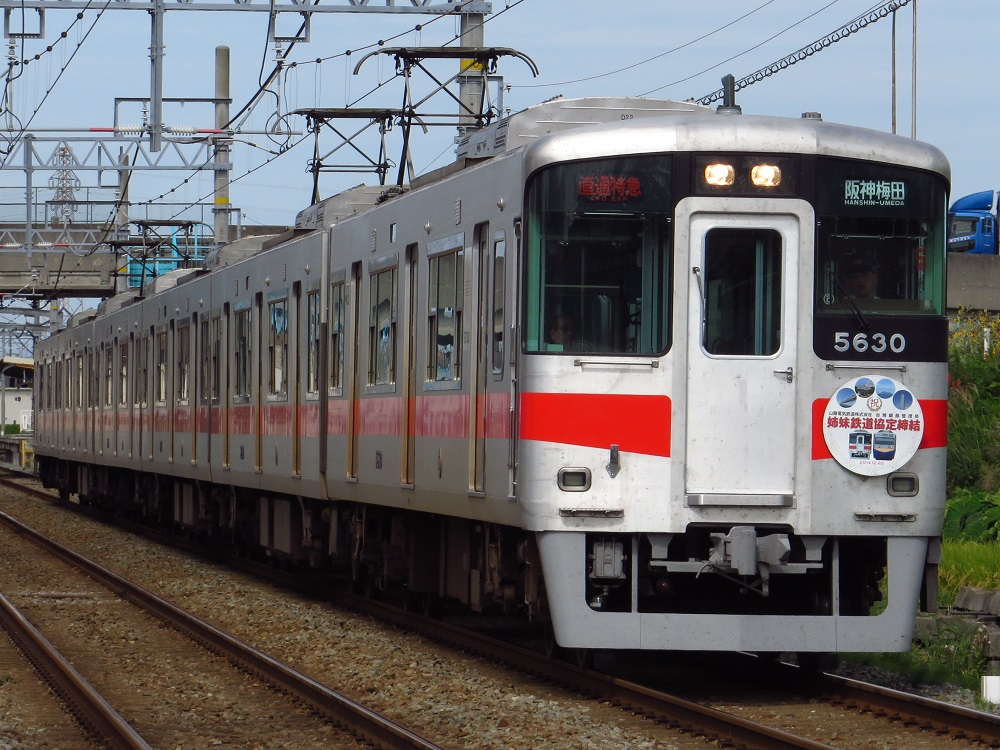
Sanyo série 5030
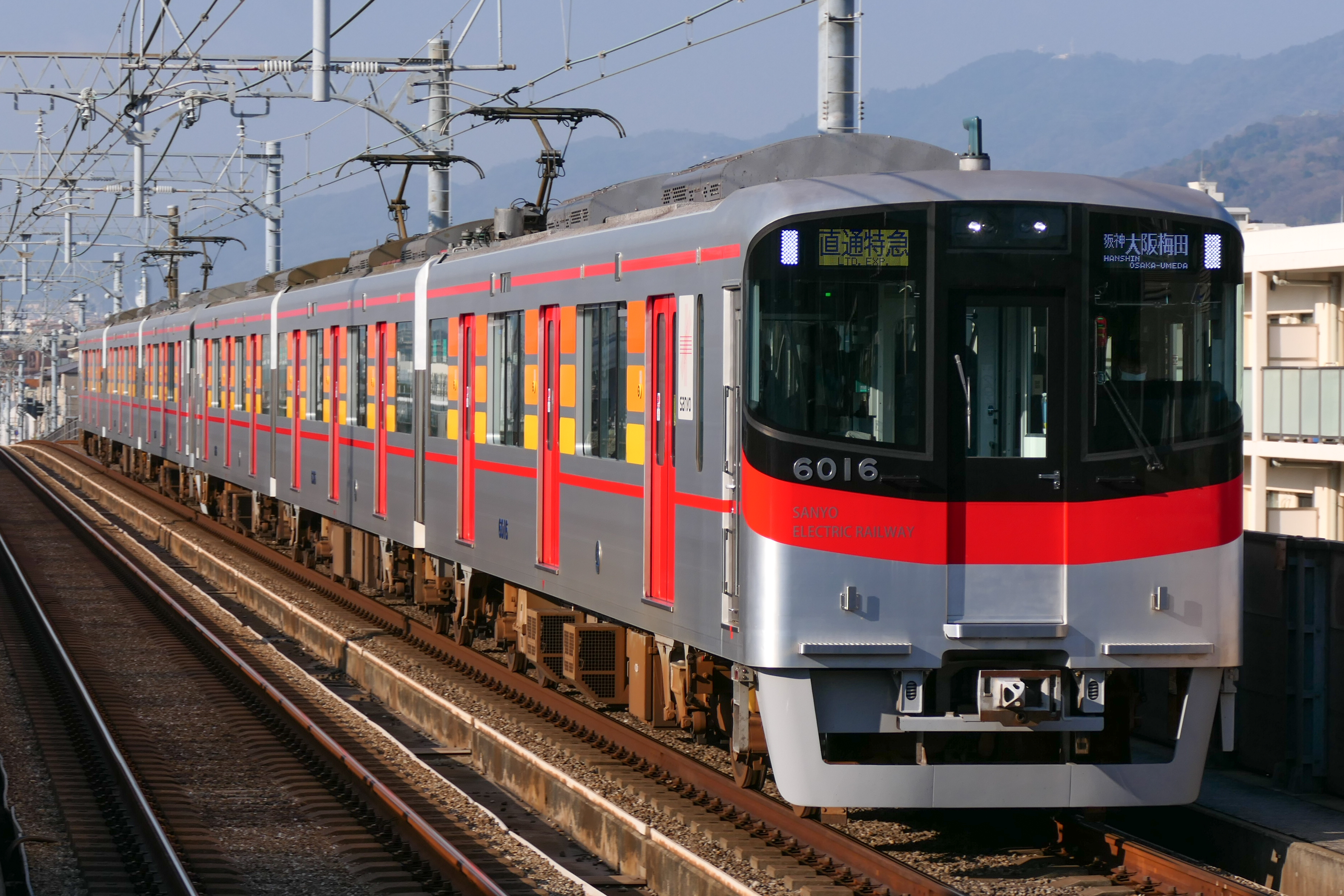
Sanyo série 6000

## Bus
La Sanyo Electric Railway gère un réseau de bus entre Kobe et Akashi via sa filiale Sanyo Bus Co.,Ltd. (山陽バス株式会社, San'yō Basu Kabushiki gaisha).

## Téléphérique
La Sanyo Electric Railway exploite le téléphérique de Sumaura à Kobe.